# Katastrofa kolejowa w Skotterud
Katastrofa kolejowa w Skotterud – katastrofa kolejowa, do której doszło 1 października 2010 roku w pobliżu miasta Skotterud w Norwegii.
Wykolejenie pociągu jadącego z Oslo do Sztokholmu miało miejsce tuż po opuszczeniu miasta Kongsvinger w okolicach Skotterud, około godziny 17:40 czasu zachodnioeuropejskiego. Choć przyczyna wypadku pozostaje niejasna, norwescy śledczy podkreślają, że powodem prawdopodobnie mógł być problem z kołami pierwszego wagonu. Podczas wypadku kolejowego na pokładzie pociągu znajdowało się 300 pasażerów, z czego 40 zostało rannych, lecz nikt nie zginął.